# Teen Titans : Panique à Tokyo
Pour plus de détails, voir Fiche technique et Distribution.
Teen Titans : Panique à Tokyo (Teen Titans: Trouble in Tokyo) est un téléfilm américain d'animation réalisé par Michael Chang, Heather Maxwell et Matt Youngberg, sorti en 2006. Il est basé sur la série animée Teen Titans : Les Jeunes Titans.

## Fiche technique
- Titre : Teen Titans : Panique à Tokyo
- Titre original : Teen Titans: Trouble in Tokyo
- Réalisation : Michael Chang, Heather Maxwell et Matt Youngberg
- Scénario : David Slack
- Musique : Kristopher Carter
- Montage : Joe Gall
- Production : Glen Murakami, David Slack et Linda Steiner
- Société de production : DC Comics et Warner Bros. Animation
- Société de distribution : Cartoon Network
- Pays :  États-Unis
- Genre : Animation, action, science-fiction
- Durée : 75 minutes
- Dates de diffusion : 
  -  États-Unis : 15 septembre 2006
  -  France : 9 avril 2016 sur Toonami [1]

## Distribution

### Voix originales
- Greg Cipes : Beast Boy
- Scott Menville : Robin et le garçon japonais
- Khary Payton : Cyborg
- Tara Strong : Raven et l'ordinateur
- Hynden Walch : Starfire et Mecha-Boi
- Robert Ito : le maire et le libraire
- Janice Kawaye : Nya-Nya et Timoko
- Yuri Lowenthal : Scarface et le motard japonais
- Cary-Hiroyuki Tagawa : Brushogun
- Keone Young : le commandant Uehara Daizo, Saico-Tek, le propriétaire du magasin de sushis

### Voix françaises
- Mathias Kozlowski : Robin
- Karine Foviau : Raven
- Laëtitia Godès : Starfire
- Hervé Grull : Changelin
- Daniel Lobé : Cyborg
- José Luccioni : Brushogun
- Yann Pichon : Saico-Tek, le voyou, le camionneur, le barman
- Jean-Pierre Rigaux : le commandant Uehara Daizo

## Accueil
Filip Vukcevic pour IGN estime que « quelque chose manque dans le film » et que le film est moyenne.